# Evžen de Beauharnais
Evžen de Beauhernais, francouzsky: Eugène Rose de Beauharnais, (3. září 1781, Paříž – 21. února 1824, Mnichov) byl francouzský princ, italský místokrál, dědičný frankfurtský velkovévoda, vévoda z Leuchtenberku a kníže z Eichstättu a nevlastní syn Napoleona Bonaparta.

## Rodina
Narodil se Marii Rose de Beauharnais, rozené de Tascher de la Pagerie, a jejímu manželovi vikomtu Alexandrovi de Beauhernais. Josefína (Marie Rose) vyrostla na Martiniku jako dcera majitele cukrové plantáže a v patnácti letech byla poslána do Francie, aby se tam provdala za svého bratrance Alexandra. Alexandr byl synem martinického guvernéra, markýze de la La Ferté-Beauharnais Françoise de Beauharnais, a Marie de Chastullé. Po matčině smrti se Alexandrův otec znovu oženil s Evženií de Tascher de la Pagerie.
Manželství mezi Evženovými rodiči nebylo šťastné. Matka nakonec po klášterním vyhnanství požádala roku 1785 o rozluku a vrátila se na Martinik. Roku 1789 (počátek Francouzské revoluce) se vrátila do Paříže a její salón se stal místem schůzek poslanců Národního shromáždění, včetně jejího manžela. Během pár let se revoluce změnila v krvavou hrůzovládu, jíž padly za oběť tisíce aristokratů včetně krále Ludvíka XVI. a královny Marie Antoinetty.
Evženův otec byl obžalován ze spiknutí a 23. července 1794 sťat gilotinou. Veškerý majetek „zrádce“ republika zabavila. Matka tomuto osudu unikla a roku 1796 se provdala za generála Italské armády, Korsičana Napoleona Bonaparta. Na jeho přání začala používat jméno Josefína, madam Bonaparte.

## Život
Evžen i jeho sestra Hortensie navštěvovali přední školy v Saint-Germain. V době, kdy se jeho rodina vyrovnávala s tíživým osudem, se stal tesařským učněm. V roce 1797 se stal Napoleonovým pobočníkem. Bojoval v Egyptě, kde byl zraněn střepinou do hlavy, či v bitvě u Marenga. V roce 1804 získal povýšení na generála a byl dosazen na post velitele jízdních myslivců Císařské gardy. Od tohoto roku byl také členem francouzské císařské rodiny a italským místokrálem. Roku 1806 se oženil s bavorskou princeznou Augustou (1788–1851). O tři roky později vedl armádu v bitvě u Sacile, kde utrpěl porážku. O dva měsíce později za asistence svého vojenského poradce Jacqua Macdonalda zvítězil v bitvě u Raabu (dnešní Győr) a následně i u Wagramu. V roce 1812 se zúčastnil tažení do Ruska, kde se vyznamenal hlavně v bitvě u Borodina a Malojaroslavce.
Po Napoleonově pádu přesídlil do Mnichova. 14. listopadu 1817 mu byl bavorským králem Maxmiliánem I. udělen titul vévody z Leuchtenberka a knížete z Eichstättu. Zemřel ve věku 42 let na krvácení do mozku.

## Potomci
S bavorskou princeznou Augustou měl sedm dětí:
- Joséphine (14. března 1807 – 7. června 1876), ⚭ 1823 Oskar I. (4. července 1799 – 8. července 1859), král švédský a norský od roku 1844 až do své smrti
- Evženie (22. prosince 1808 – 1. září 1847), ⚭ 1826 kníže Konstantin Hohenzollernsko-Hechingenský (16. února 1801 – 3. září 1869)
- August (9. prosince 1810 – 28. března 1835), leuchtenberský vévoda, ⚭ 1835 Marie II. (4. dubna 1819 – 15. listopadu 1853), portugalská královna v letech 1826–1828 a 1834–1853
- Amélie (31. července 1812 – 26. ledna 1873), ⚭ 1829 Petr I. Brazilský (12. října 1798 – 24. září 1834), brazilský císař v letech 1822–1831 a portugalský král nakrátko v roce 1826
- Teodolinda (13. dubna 1814 – 1. dubna 1857), ⚭ 1841 Vilém Württemberský (6. července 1810 – 17. července 1869)
- Karolína Klotylda (*/† 1816)
- Maxmilián (2. října 1817 – 1. listopadu 1852), leuchtenberský vévoda a kníže, ⚭ 1839 Marie Nikolajevna Romanovová (18. srpna 1819 – 21. února 1876), ruská velkokněžna